# Was denkt Deutschland?
Was denkt Deutschland? ist eine deutsche Panel-Show des Fernsehsenders Sat.1 mit Moderator Bernhard Hoëcker, die von 2006 bis 2007 lief.

## Konzept
Zwei dreiköpfige Teams treten gegeneinander an und beantworten Fragen zu verschiedenen Statistiken aus u. a. Boulevard, Politik, Sport, Gott und die Welt. Für jede richtige Antwort bekommt das Team einen Punkt und wer die meisten Punkte am Ende der Show hat, hat gewonnen. Jede Sendung setzt sich aus drei Runden zusammen.

## Spiele

### Das Thema der Woche
Hier müssen die Panel-Mitglieder einschätzen, welches Thema die Deutschen in der vergangenen Woche am meisten bewegt hat.

### Mut zur Lücke
Ein bemerkenswertes Umfrageergebnis wird präsentiert: 9 von 10 deutschen Paaren werden im ersten Ehejahr…? Hier fehlt das entscheidende Wort – und genau das sollen die Teams finden.

### Unsere lieben Nachbarn
Hier sollen die Panel-Mitglieder die Deutschen im Vergleich zu den Nachbarnationen einschätzen. Ein Beispiel: 7 % der Italiener nehmen den Anruf entgegen, wenn beim Sex das Handy klingelt. Sind es in Deutschland mehr oder weniger?

### Wenn schon, denn schon!
Befragte Bürger sollen aus sechs Fotos von Prominenten auswählen, wen sie zum Beispiel an ihrem Eis lecken lassen würden. Die Panel-Mitglieder sollen herausfinden, wie die Deutschen entschieden haben.

### Was war die Frage?
Hier werden dem Panel die meistgenannten Antworten präsentiert und sie sollen die dazugehörige Frage nennen. Nacheinander werden den Prominenten dann die Bilder mit den meistgenannten Antworten eingeblendet.

### Bin ich Otto Normal?
In dieser Runde müssen die Teams einschätzen, welcher Wert auf den typischen Deutschen zutrifft. Beispielsweise: Wie viel Speichel produziert Otto-Normal-Bürger pro Tag? Wer am nächsten liegt, kassiert einen Punkt.

### Kommando Krümel
Kindern wurden Fotos von George W. Bush, Mahmud Ahmadinedschad und Jürgen Klinsmann gezeigt und sie gebeten, dazu einige Fragen zu beantworten. Daraufhin sollten sie antworten, wer heimlich am meisten pupst. Die Panel-Mitglieder müssen nun die Antworten der Kinder einschätzen.

### …und der Gewinner ist…
In der "Schnellfeuerrunde" wird abschließend jeweils die meistgenannte Antwort gesucht auf Fragen wie "Was ist die beliebteste Topfpflanze Deutschlands?" oder "Was stört Sie an Ihrem Kollegen am meisten?"

## Gäste
Olli Briesch und Michael Imhof waren feste Gäste. Weiterhin waren zu Gast:
- Barbara Eligmann
- Bürger Lars Dietrich
- Cindy aus Marzahn
- Désirée Nick
- Enie van de Meiklokjes
- Elton
- Georg Uecker
- Gülcan Kamps
- Guido Cantz
- Janine Kunze
- Kim Fisher
- Mike Krüger
- Susanne Fröhlich
- Tetje Mierendorf
- Volker "Zack" Michalowski
- Wigald Boning

## Ausstrahlung und Einschaltquoten
Im Rahmen des SAT.1-Fun-Freitag wurde Was denkt Deutschland? um 22:15 Uhr ausgestrahlt.
| Datum                   | Zuschauer | Zuschauer       | Marktanteil | Marktanteil     | Quellen |
| Datum                   | Gesamt    | 14 bis 49 Jahre | Marktanteil | Marktanteil     | Quellen |
| Datum                   | Gesamt    | 14 bis 49 Jahre | Gesamt      | 14 bis 49 Jahre | Quellen |
| ----------------------- | --------- | --------------- | ----------- | --------------- | ------- |
| 19. Mai 2006 (Premiere) | 1,99 Mio. | 1,29 Mio.       | 8,5 %       | 12,8 %          | [ 2 ]   |
| 26. Mai 2006            | 1,60 Mio. | –               | 6,6 %       | 10,1 %          | [ 3 ]   |